# La Regrippière

Localització de La Regrippière

La Regrippière (en bretó Skouvlant) és un municipi francès, situat a la regió de país del Loira, al departament de Loira Atlàntic, que històricament ha format part de la Bretanya. L'any 2006 tenia 1.422 habitants. Limita amb els municipis de Vallet al Loira Atlàntic, Le Puiset-Doré, La Chaussaire, Gesté i Tillières a Maine i Loira.

## Demografia
| 1962                                       | 1968 | 1975 | 1982 | 1990  | 1999  |
| ------------------------------------------ | ---- | ---- | ---- | ----- | ----- |
| 930                                        | 957  | 850  | 905  | 1.093 | 1.088 |
| Des de 1962: població sense dobles comptes |      |      |      |       |       |

## Administració
| Període | Identitat  | Partit        |
| ------- | ---------- | ------------- |
| 2001-   | René Baron | Divers gauche |